# Municipio Gutiérrez
Das Municipio Gutiérrez (jetzt: "Kereimba Iyaambae") ist ein Verwaltungsbezirk im Departamento Santa Cruz im südamerikanischen Anden-Staat Bolivien.

## Lage im Nahraum
Das Municipio Gutiérrez ist eines von sieben Municipios der Provinz Cordillera und umfasst einen Bereich im westlichen Teil der Provinz. Es grenzt im Nordwesten an das Departamento Chuquisaca, im Westen an das Municipio Lagunillas, im Süden an das Municipio Camiri, im Osten an das Municipio Charagua und im Norden an das Municipio Cabezas.
Das Municipio erstreckt sich zwischen etwa 18° 58' und 20° 00' südlicher Breite und 63° 08' und 63° 47' westlicher Länge, seine Ausdehnung von Westen nach Osten beträgt bis zu 75 Kilometer und von Norden nach Süden bis zu 120 Kilometer.
Das Municipio umfasst 37 Gemeinden (localidades), der zentrale Ort des Municipios ist die Ortschaft Gutiérrez mit 1019 Einwohnern (Volkszählung 2012) im zentralen Teil des Municipios.

## Geographie
Das Municipio Gutiérrez (auch: AIOC Kereimba Iyaambae) liegt am Westrand des bolivianischen Tieflands zwischen den Vorgebirgsketten der südöstlichen Cordillera Central. Das Klima ist subtropisch und semihumid, die Temperaturen schwanken im Tagesverlauf und im Jahresverlauf nur begrenzt.
Die Jahresdurchschnittstemperatur beträgt knapp 23 °C, mit monatlichen Durchschnittstemperaturen zwischen 18 °C im Juni und Juli und über 25 °C von November bis Januar (siehe Klimadiagramm). Der Jahresniederschlag beträgt knapp 750 mm, der Trockenzeit von Mai bis Oktober steht eine ausgeprägte Feuchtezeit von November bis April gegenüber, in der die durchschnittlichen Monatswerte 130 bis 140 mm erreichen.

## Territorio indígena originario campesino
Seit 2010 versuchten Vertreter der Ethnie, ein Autonomes Statut auszuarbeiten, um ein Gebiet in Selbstverwaltung (territorio indígena originario campesino) zu schaffen: Autonomía Indígena Charagua Iyambae. Am 17. Oktober 2019 wurde dessen Schaffung in einem Referendum zugestimmt, womit auf dem Gebiet des Municipios Gutiérrez das zweite autonome indigene Gebiet im Departamento Santa Cruz geschaffen wurde.

## Bevölkerung
Die Einwohnerzahl des Municipios ist zwischen 1992 und 2024 um etwa die Hälfte angestiegen:
| Jahr | Einwohner | Quelle       |
| ---- | --------- | ------------ |
| 1992 | 9.833     | Volkszählung |
| 2001 | 11.393    | Volkszählung |
| 2012 | 12.273    | Volkszählung |
| 2024 | 15.169    | Volkszählung |

Die Bevölkerungsdichte bei der letzten Volkszählung von 2024 betrug 5,3 Einwohner/km², der Alphabetisierungsgrad bei den über 15-Jährigen war von 73,7 Prozent (1992) auf 80,2 Prozent angestiegen. Die Lebenserwartung der Neugeborenen betrug 59,1 Jahre, die Säuglingssterblichkeit war von 10,3 Prozent (1992) auf 8,3 Prozent im Jahr 2001 zurückgegangen.
78,6 Prozent der Bevölkerung sprechen Spanisch, 77,3 Prozent sprechen Guaraní und 1,1 Prozent Quechua. (2001)
89,5 Prozent der Bevölkerung haben keinen Zugang zu Elektrizität, 68,9 Prozent leben ohne sanitäre Einrichtung (2001).
61,6 Prozent der 1989 Haushalte besitzen ein Radio, 5,8 Prozent einen Fernseher, 26,9 Prozent ein Fahrrad, 1,8 Prozent ein Motorrad, 4,2 Prozent ein Auto, 3,8 Prozent einen Kühlschrank, und 0,9 Prozent ein Telefon. (2001)

## Politik
Ergebnis der Regionalwahlen (concejales del municipio) vom 4. April 2010:
| Wahl- berechtigte |  | Wahl- beteiligung | gültige Stimmen |  | MAS-IPSP | VERDES | MSM   |
| ----------------- |  | ----------------- | --------------- |  | -------- | ------ | ----- |
| 3.774             |  | 3.348             | 2.630           |  | 1.665    | 717    | 248   |
|                   |  | 88,7 %            | 78,6 %          |  | 63,3 %   | 27,3 % | 9,4 % |

Ergebnis der Regionalwahlen (elecciones de autoridades políticas) vom 7. März 2021:
| Wahl- berechtigte |  | Wahl- beteiligung | gültige Stimmen |  | MAS-IPSP | CREEMOS | ASIP   | SOL    | UNIDOS | MNR    |
| ----------------- |  | ----------------- | --------------- |  | -------- | ------- | ------ | ------ | ------ | ------ |
| 6.788             |  | 5.808             | 4.780           |  | 3.162    | 1.020   | 240    | 161    | 154    | 43     |
|                   |  | 85,56 %           | 82,30 %         |  | 66,15 %  | 21,34 % | 5,02 % | 3,37 % | 3,22 % | 0,90 % |

## Gliederung
Das Municipio Gutiérrez untergliedert sich in die folgenden beiden Kantone (cantones):
- Cantón Gutiérrez – 26 Vicecantones – 35 Gemeinden – 8.690 Einwohner (2001)
- Cantón Ipitá – 11 Vicecantones – 14 Gemeinden – 2.703 Einwohner

## Ortschaften im Municipio
- Kanton Gutiérrez
  - Gutiérrez 1.019 Einw. – Palmarito 570 Einw. (2012)
- Kanton Ipitá
  - Tatarenda Viejo 637 Einw. – Ipitá 362 Einw. – Tatarenda Nuevo 622 Einw.